# دير الأحمر
دير الأحمر هي بلدة لبنانية من قرى قضاء بعلبك في محافظة بعلبك الهرمل.

## جغرافيتها
تقع البلدة على بعد 100 كلم من بيروت و12 كلم من بعلبك على علو 1000م عن سطح البحر.

## سكانها
يبلغ عدد أهالي البلدة نحو 25000 نسمة تقريباً.[بحاجة لمصدر]
5000 نسمة يقطنون البلدة صيفاً وشتاءً.
أما في الصيف فيرتفع العدد إلى 15000 نسمة تقريباً.
كما ويوجد قسم كبير من سكان البلدة في أستراليا وكندا.سكانها من الطائفة المسيحية

## تسميتها
هناك عدة روايات تتعلق بتسمية دير الأحمر، منها أن الاسم ذا أصل عربي من كلمة الأحمر أو أنه من أصول فينيقية أو آرامية. بعد زوال الوثنية حوّل معبد جوبيتر إلى دير يسكنه الرهبان.
وهناك من يروي أنه على بعد 2 كلم من الناحية الجنوبية كانت تقوم قرية صغيرة تدعى الحلاّلة، وكان سكانها يأتون كل نهار أحد لسماع القداس في الدير. وذات أحد لم يقرع الجرس إيذاناً ببدء القداس، فجاء الناس للاستفسار، ولما دخلوا الدير هالهم منظر الرهبان وقد ذبحوا ذبح النعاج، والدماء تغطي جدران الدير، فعادوا لوهلتهم إلى القرية يصرخون «الدير أحمر، الدير أحمر...» وتطورت الكلمة
لتصبح «دير الأحمر».

## مناخها
مناخ دير الأحمر معتدل في الخريف والربيع جاف وجليدي في الشتاء، جاف وحار في الصيف.
تبقى معظم الطرقات المؤدية إلى دير الأحمر مقفلة في الشتاء الشتاء بسبب سوء الطقس والثلوج. وأهم هذه الطرق طريق عيناتا - الأرز، وطريق عيون السيمان - حدث بعلبك. ولا يبقى سوى طريق ضهر البيدر التي تقفل أثناء العواصف الثلجية.[هل المصدر موثوق به؟]

## أعلام
- يارا
- إليسا